# Mandjelia iwupataka
Mandjelia iwupataka is een spinnensoort uit de familie Barychelidae. De soort komt voor in Noordelijk Territorium.